# Llista de monuments de Santa Maria de Palautordera
Llista de monuments de Santa Maria de Palautordera inclosos en l'Inventari del Patrimoni Arquitectònic Català per al municipi de Santa Maria de Palautordera (Vallès Oriental). Inclou els inscrits en el Registre de Béns Culturals d'Interès Nacional (BCIN) amb la classificació de monuments històrics i els Béns Culturals d'Interès Local (BCIL) de caràcter arquitectònic.
| Monument                                                | Protecció    | Estil/època                        | Localització                                                            | Coordenades                                          | Codi?         | Imatge |
| ------------------------------------------------------- | ------------ | ---------------------------------- | ----------------------------------------------------------------------- | ---------------------------------------------------- | ------------- | --- |
| Torre campanar                                          | BCIN 1421-MH | Romànic XIII, XVI                  | Santa Maria de Palautordera Pl. de Santa Maria                          | 41° 41′ 34″ N, 2° 26′ 41″ E / 41.692682°N,2.444670°E | RI-51-0005707 | Torre-campanar (Santa Maria de Palautordera) · Vegeu més fotos d'aquest monument · Carregueu una nova foto d'aquest monument                                |
| Església parroquial de Santa Maria de Palautordera      | BCIL 2010    | Gòtic tardà XVI                    | Santa Maria de Palautordera Pl. de Santa Maria                          | 41° 41′ 34″ N, 2° 26′ 41″ E / 41.692695°N,2.444805°E | IPA-29529     | Església parroquial de Santa Maria de Palautordera · Vegeu més fotos d'aquest monument · Carregueu una nova foto d'aquest monument                          |
| Torre Deo                                               | BCIL 2010    | Noucentisme XX Inici               | Santa Maria de Palautordera Pg. de l'Estatut, 14 - c. Olot, 7           | 41° 41′ 28″ N, 2° 26′ 36″ E / 41.691165°N,2.443280°E | IPA-29530     | Torre Deo (Santa Maria de Palautordera) · Vegeu més fotos d'aquest monument · Carregueu una nova foto d'aquest monument                                     |
| Torre del Pla, Ca la Manelica                           | BCIL 2010    | Modernisme XX Inici                | Santa Maria de Palautordera Pg. de l'Estatut, 44 - c. Àngel Guimerà, 1  | 41° 41′ 21″ N, 2° 26′ 37″ E / 41.689277°N,2.443504°E | IPA-29531     | Torre del Pla (Santa Maria de Palautordera) · Vegeu més fotos d'aquest monument · Carregueu una nova foto d'aquest monument                                 |
| Antigues escoles, Centre Cívic Mestre Salvador Fàbregas | BCIL 2010    | Modernisme XX Inici                | Santa Maria de Palautordera C. Doctor Robert, 4 - c. Consolat de Mar, 1 | 41° 41′ 34″ N, 2° 26′ 47″ E / 41.692823°N,2.446288°E | IPA-29532     | Antigues escoles (Santa Maria de Palautordera) · Vegeu més fotos d'aquest monument · Carregueu una nova foto d'aquest monument                              |
| Can Garriga, Can Quintana, Can Baia                     | BCIL 2010    | Obra popular                       | Santa Maria de Palautordera C. Major, 14                                | 41° 41′ 37″ N, 2° 26′ 40″ E / 41.693513°N,2.444534°E | IPA-29533     | Can Garriga (Santa Maria de Palautordera) · Vegeu més fotos d'aquest monument · Carregueu una nova foto d'aquest monument                                   |
| Can Pere Coromines Saurí, Carnisseria Can Peret         | BCIL 2010    | Eclecticisme XX Inici              | Santa Maria de Palautordera Pl. Major, 20                               | 41° 41′ 35″ N, 2° 26′ 42″ E / 41.692947°N,2.444869°E | IPA-29536     | Can Pere Coromines Saurí (Santa Maria de Palautordera) · Vegeu més fotos d'aquest monument · Carregueu una nova foto d'aquest monument                      |
| Masia Boixeda, Torre Manso Sala                         | BCIL 2010    | Eclecticisme XIX Final             | Santa Maria de Palautordera C. Mas d'en Sala, 38                        | 41° 41′ 26″ N, 2° 26′ 27″ E / 41.690480°N,2.440832°E | IPA-29537     | Can Boixeda (Santa Maria de Palautordera) · Vegeu més fotos d'aquest monument · Carregueu una nova foto d'aquest monument                                   |
| Can Sala                                                | BCIL 2010    | Obra popular XVI                   | Santa Maria de Palautordera C. Mas de Can Sala, 48                      | 41° 41′ 24″ N, 2° 26′ 25″ E / 41.690055°N,2.440409°E | IPA-29538     | Can Sala (Santa Maria de Palautordera) · Vegeu més fotos d'aquest monument · Carregueu una nova foto d'aquest monument                                      |
| Masia Can Net, Can Llebreta                             | BCIL 2010    | Obra popular XVII                  | Santa Maria de Palautordera C. Nou, 4                                   | 41° 41′ 33″ N, 2° 26′ 43″ E / 41.692406°N,2.445159°E | IPA-29539     | Masia Can Net (Santa Maria de Palautordera) · Vegeu més fotos d'aquest monument · Carregueu una nova foto d'aquest monument                                 |
| L'Esplai                                                | BCIL 2010    | Noucentisme XX Inici               | Santa Maria de Palautordera C. Dr Robert, 1                             | 41° 41′ 36″ N, 2° 26′ 47″ E / 41.693282°N,2.446479°E | IPA-29540     | L'Esplai (Santa Maria de Palautordera) · Vegeu més fotos d'aquest monument · Carregueu una nova foto d'aquest monument                                      |
| Masia Can Garriga                                       | BCIL 2010    | Obra popular                       | Santa Maria de Palautordera C. Ramón y Cajal, 28                        | 41° 41′ 31″ N, 2° 26′ 58″ E / 41.692048°N,2.449434°E | IPA-29541     | Masia Can Garriga (Santa Maria de Palautordera) · Vegeu més fotos d'aquest monument · Carregueu una nova foto d'aquest monument                             |
| Cases unifamiliars al passeig del Remei, 2-6            | BCIL 2010    | Modernisme XX Inici                | Santa Maria de Palautordera Pg. del Remei, 2-6                          | 41° 41′ 41″ N, 2° 26′ 34″ E / 41.694584°N,2.442893°E | IPA-29542     | Cases unifamiliars al passeig del Remei, 2-6 (Santa Maria de Palautordera) · Vegeu més fotos d'aquest monument · Carregueu una nova foto d'aquest monument  |
| Can Barceló                                             | BCIL 2010    | Obra popular XVII                  | Santa Maria de Palautordera Pla del Remei                               | 41° 41′ 58″ N, 2° 26′ 01″ E / 41.699358°N,2.433689°E | IPA-29543     | Can Barceló (Santa Maria de Palautordera) · Vegeu més fotos d'aquest monument · Carregueu una nova foto d'aquest monument                                   |
| Ermita de la Mare de Déu del Remei                      | BCIL 2010    | Barroc XVIII-XIX                   | Santa Maria de Palautordera Pg. del Remei, 124 - c. Ermita              | 41° 41′ 59″ N, 2° 26′ 19″ E / 41.699760°N,2.438648°E | IPA-29544     | Ermita de la Mare de Déu del Remei (Santa Maria de Palautordera) · Vegeu més fotos d'aquest monument · Carregueu una nova foto d'aquest monument            |
| Capella de Sant Sebastià                                | BCIL 2010    | Obra popular XVI                   | Santa Maria de Palautordera C. Capella de Sant Sebastià - pg. del Remei | 41° 41′ 59″ N, 2° 26′ 18″ E / 41.699655°N,2.438343°E | IPA-29545     | Capella de Sant Sebastià (Santa Maria de Palautordera) · Vegeu més fotos d'aquest monument · Carregueu una nova foto d'aquest monument                      |
| Can Pou, Can Pou de Pagès                               | BCIL 2010    | Obra popular XVIII Mitjan          | Santa Maria de Palautordera Pla del Remei                               | 41° 41′ 46″ N, 2° 25′ 57″ E / 41.696109°N,2.432515°E | IPA-29546     | Can Pou (Santa Maria de Palautordera) · Vegeu més fotos d'aquest monument · Carregueu una nova foto d'aquest monument                                       |
| Torre de Sant Josep                                     | BCIL 2010    | Obra popular XIX Final             | Santa Maria de Palautordera Pg. de Vitamènia, 81                        | 41° 41′ 49″ N, 2° 26′ 18″ E / 41.696827°N,2.438301°E | IPA-29547     | Torre de Sant Josep (Santa Maria de Palautordera) · Vegeu més fotos d'aquest monument · Carregueu una nova foto d'aquest monument                           |
| Casa de la Vila                                         | BCIL 2010    | Noucentisme XX Mitjan              | Santa Maria de Palautordera Pl. de la Vila                              | 41° 41′ 35″ N, 2° 26′ 46″ E / 41.692982°N,2.446103°E | IPA-29548     | Casa de la Vila (Santa Maria de Palautordera) · Vegeu més fotos d'aquest monument · Carregueu una nova foto d'aquest monument                               |
| Masia Can Bonamic                                       | BCIL 2010    | Gòtic, obra popular XV-XVI         | Santa Maria de Palautordera Camí de Can Portell, 5                      | 41° 41′ 38″ N, 2° 26′ 27″ E / 41.693921°N,2.440868°E | IPA-29549     | Can Bonamic (Santa Maria de Palautordera) · Vegeu més fotos d'aquest monument · Carregueu una nova foto d'aquest monument                                   |
| Masia Can Llauder                                       | BCIL 2010    | Obra popular                       | Santa Maria de Palautordera                                             | 41° 41′ 39″ N, 2° 26′ 17″ E / 41.694276°N,2.437921°E | IPA-29550     | Masia Can Llauder (Santa Maria de Palautordera) · Vegeu més fotos d'aquest monument · Carregueu una nova foto d'aquest monument                             |
| Masia Cal Pastor, Mas Andreu                            | BCIL 2010    | Obra popular                       | Santa Maria de Palautordera Carretera Nova de Sant Esteve, 20           | 41° 41′ 44″ N, 2° 26′ 49″ E / 41.695581°N,2.447067°E | IPA-29551     | Masia Cal Pastor (Santa Maria de Palautordera) · Vegeu més fotos d'aquest monument · Carregueu una nova foto d'aquest monument                              |
| Masia Can Rahull, Cal Regull                            | BCIL 2010    | Obra popular XVI-XVII              | Santa Maria de Palautordera C. Empordà, 30                              | 41° 41′ 47″ N, 2° 26′ 15″ E / 41.696387°N,2.437620°E | IPA-29552     | Masia Cal Regull (Santa Maria de Palautordera) · Vegeu més fotos d'aquest monument · Carregueu una nova foto d'aquest monument                              |
| Can Pinell de Pagès, Can Carbonell de Pinells           | BCIL 2010    | Obra popular XVI-XVIII             | Santa Maria de Palautordera Carretera BV-5301, km 2,45                  | 41° 40′ 47″ N, 2° 26′ 46″ E / 41.679693°N,2.446229°E | IPA-29553     | Carregueu una nova foto d'aquest monument |
| Masia Can Pagà                                          | BCIL 2010    | Obra popular                       | Santa Maria de Palautordera Urbanització Can Pagà                       | 41° 40′ 47″ N, 2° 27′ 13″ E / 41.679783°N,2.453744°E | IPA-29555     | Can Pagà (Santa Maria de Palautordera) · Vegeu més fotos d'aquest monument · Carregueu una nova foto d'aquest monument                                      |
| Can Vidal                                               | BCIL 2010    | Obra popular XVI-XVIII             | Santa Maria de Palautordera Al costat de la carretera                   | 41° 40′ 50″ N, 2° 27′ 03″ E / 41.680562°N,2.450962°E | IPA-29556     | Can Vidal (Santa Maria de Palautordera) · Vegeu més fotos d'aquest monument · Carregueu una nova foto d'aquest monument                                     |
| Can Carreres                                            | BCIL 2010    | Obra popular                       | Santa Maria de Palautordera Costat de la Tordera                        | 41° 40′ 53″ N, 2° 28′ 47″ E / 41.681263°N,2.479683°E | IPA-29557     | Can Carreres (Santa Maria de Palautordera) · Vegeu més fotos d'aquest monument · Carregueu una nova foto d'aquest monument                                  |
| Ca l'Auleda                                             | BCIL 2010    | Obra popular                       | Santa Maria de Palautordera Camí vell de Sant Celoni                    | 41° 41′ 38″ N, 2° 27′ 13″ E / 41.693801°N,2.453487°E | IPA-29558     | Ca l'Auleda (Santa Maria de Palautordera) · Vegeu més fotos d'aquest monument · Carregueu una nova foto d'aquest monument                                   |
| Masia Can Balmes                                        | BCIL 2010    | Obra popular                       | Santa Maria de Palautordera C. Quarter del Temple                       | 41° 41′ 45″ N, 2° 27′ 11″ E / 41.695848°N,2.452977°E | IPA-29559     | Masia Can Balmes (Santa Maria de Palautordera) · Vegeu més fotos d'aquest monument · Carregueu una nova foto d'aquest monument                              |
| Masia Can Vernedes                                      | BCIL 2010    | Obra popular, Gòtic tardà XVI-XVII | Santa Maria de Palautordera C. Quarter del Temple, 9                    | 41° 41′ 29″ N, 2° 27′ 20″ E / 41.691299°N,2.455659°E | IPA-29560     | Masia Can Vernedes (Santa Maria de Palautordera) · Vegeu més fotos d'aquest monument · Carregueu una nova foto d'aquest monument                            |
| Masia Can Carbonell                                     | BCIL 2010    | Obra popular                       | Santa Maria de Palautordera C. Quarter del Temple, 58                   | 41° 41′ 11″ N, 2° 27′ 50″ E / 41.686344°N,2.464022°E | IPA-29561     | Carregueu una nova foto d'aquest monument |
| Masia Can Batalla, Mas Miquel                           | BCIL 2010    | Obra popular                       | Santa Maria de Palautordera C. Quarter del Temple, 58                   | 41° 41′ 29″ N, 2° 27′ 59″ E / 41.691465°N,2.466251°E | IPA-29562     | Carregueu una nova foto d'aquest monument |
| Escorxador                                              | BCIL 2010    | Noucentisme XX Inici               | Santa Maria de Palautordera Camí vell de Sant Celoni, 8                 | 41° 41′ 40″ N, 2° 26′ 55″ E / 41.694467°N,2.448650°E | IPA-29563     | Escorxador (Santa Maria de Palautordera) · Vegeu més fotos d'aquest monument · Carregueu una nova foto d'aquest monument                                    |
| Can Jan de Romans                                       | BCIL 2010    | Obra popular                       | Santa Maria de Palautordera Pla del Terme                               | 41° 41′ 12″ N, 2° 27′ 48″ E / 41.686733°N,2.463454°E | IPA-29564     | Carregueu una nova foto d'aquest monument |
| Masia Can Turró                                         | BCIL 2010    | Obra popular XVII-XVIII            | Santa Maria de Palautordera Pla del Terme                               | 41° 40′ 56″ N, 2° 28′ 08″ E / 41.682263°N,2.468790°E | IPA-29565     | Carregueu una nova foto d'aquest monument |
| Molí del Pedrenyal                                      | BCIL 2010    | Obra popular XIX-XX                | Santa Maria de Palautordera Pla del Terme                               | 41° 40′ 49″ N, 2° 28′ 06″ E / 41.680257°N,2.468350°E | IPA-29566     | Carregueu una nova foto d'aquest monument |
| Pont Trencat, Pont Romà                                 | BCIL 2010    | Obra popular Medieval              | Santa Maria de Palautordera                                             | 41° 40′ 47″ N, 2° 29′ 13″ E / 41.679842°N,2.487078°E | IPA-37056     | Pont Trencat (Santa Maria de Palautordera) · Vegeu més fotos d'aquest monument · Carregueu una nova foto d'aquest monument                                  |
| Molí de Can Tresserres                                  |              | Obra popular                       | Santa Maria de Palautordera                                             |                                                      | IPA-41661     | Carregueu una nova foto d'aquest monument |
| Molí de Cal Torrat, Molí del Bacó                       | BCIL 2010    | Obra popular                       | Santa Maria de Palautordera                                             |                                                      | IPA-41662     | Carregueu una nova foto d'aquest monument |
| Finestres de Can Totim                                  | BCIL 2010    | Gòtic tardà XVI                    | Santa Maria de Palautordera Pl. Major, 1                                | 41° 41′ 34″ N, 2° 26′ 40″ E / 41.692784°N,2.444352°E | IPA-41690     | Finestres de Can Totim (Santa Maria de Palautordera) · Vegeu més fotos d'aquest monument · Carregueu una nova foto d'aquest monument                        |
| Cal Ferrer                                              | BCIL 2010    | Gòtic tardà XVI                    | Santa Maria de Palautordera Pl. Major, 2                                | 41° 41′ 34″ N, 2° 26′ 40″ E / 41.692839°N,2.444425°E | IPA-41691     | Cal Ferrer (Santa Maria de Palautordera) · Vegeu més fotos d'aquest monument · Carregueu una nova foto d'aquest monument                                    |
| Habitatge a la plaça Major, 7                           | BCIL 2010    | XVII-XVIII                         | Santa Maria de Palautordera Pl. Major, 7                                | 41° 41′ 35″ N, 2° 26′ 41″ E / 41.692995°N,2.444584°E | IPA-41692     | Habitatge a la plaça Major, 7 (Santa Maria de Palautordera) · Vegeu més fotos d'aquest monument · Carregueu una nova foto d'aquest monument                 |
| Habitatge a la plaça Major, 8                           | BCIL 2010    | XVII-XVIII                         | Santa Maria de Palautordera Pl. Major, 8                                | 41° 41′ 35″ N, 2° 26′ 41″ E / 41.693056°N,2.444631°E | IPA-41693     | Habitatge a la plaça Major, 8 (Santa Maria de Palautordera) · Vegeu més fotos d'aquest monument · Carregueu una nova foto d'aquest monument                 |
| Cal Violí                                               | BCIL 2010    | Gòtic tardà XVI-XVII               | Santa Maria de Palautordera Pl. Major, 11                               | 41° 41′ 36″ N, 2° 26′ 41″ E / 41.693196°N,2.444770°E | IPA-41694     | Cal Violí (Santa Maria de Palautordera) · Vegeu més fotos d'aquest monument · Carregueu una nova foto d'aquest monument                                     |
| Can Let                                                 | BCIL 2010    | XX                                 | Santa Maria de Palautordera Pl. Major, 9                                | 41° 41′ 35″ N, 2° 26′ 41″ E / 41.693117°N,2.444691°E | IPA-41696     | Can Let (Santa Maria de Palautordera) · Vegeu més fotos d'aquest monument · Carregueu una nova foto d'aquest monument                                       |
| Habitatge al carrer Major, 5                            | BCIL 2010    | XVII-XVIII                         | Santa Maria de Palautordera C. Major, 5                                 | 41° 41′ 36″ N, 2° 26′ 40″ E / 41.693368°N,2.444513°E | IPA-41697     | Habitatge al carrer Major, 5 (Santa Maria de Palautordera) · Vegeu més fotos d'aquest monument · Carregueu una nova foto d'aquest monument                  |
| Can Cuadras, Cal Barber                                 | BCIL 2010    | Gòtic tardà XVI-XVII               | Santa Maria de Palautordera C. Major, 10-12                             | 41° 41′ 36″ N, 2° 26′ 41″ E / 41.693358°N,2.444704°E | IPA-41698     | Can Cuadras (Santa Maria de Palautordera) · Vegeu més fotos d'aquest monument · Carregueu una nova foto d'aquest monument                                   |
| Germandat de Pagesos, Cafè de Dalt                      | BCIL 2010    | XX                                 | Santa Maria de Palautordera C. Major, 13-17                             | 41° 41′ 37″ N, 2° 26′ 39″ E / 41.693514°N,2.444262°E | IPA-41699     | Germandat de Pagesos (Santa Maria de Palautordera) · Vegeu més fotos d'aquest monument · Carregueu una nova foto d'aquest monument                          |
| Can Morató                                              | BCIL 2010    | Eclecticisme XX                    | Santa Maria de Palautordera C. Major, 37                                | 41° 41′ 38″ N, 2° 26′ 37″ E / 41.693895°N,2.443662°E | IPA-41700     | Can Morató (Santa Maria de Palautordera) · Vegeu més fotos d'aquest monument · Carregueu una nova foto d'aquest monument                                    |
| Can Costa                                               | BCIL 2010    | XX                                 | Santa Maria de Palautordera C. Major, 42                                | 41° 41′ 38″ N, 2° 26′ 38″ E / 41.693903°N,2.443784°E | IPA-41701     | Can Costa (Santa Maria de Palautordera) · Vegeu més fotos d'aquest monument · Carregueu una nova foto d'aquest monument                                     |
| La Farmàcia                                             | BCIL 2010    | XX                                 | Santa Maria de Palautordera C. Major, 44                                | 41° 41′ 38″ N, 2° 26′ 37″ E / 41.693952°N,2.443727°E | IPA-41702     | La Farmàcia (Santa Maria de Palautordera) · Vegeu més fotos d'aquest monument · Carregueu una nova foto d'aquest monument                                   |
| Can Sis Dits, Can Llauder                               | BCIL 2010    | XVI                                | Santa Maria de Palautordera C. Major, 49                                | 41° 41′ 39″ N, 2° 26′ 36″ E / 41.694088°N,2.443328°E | IPA-41703     | Can Sis Dits (Santa Maria de Palautordera) · Vegeu més fotos d'aquest monument · Carregueu una nova foto d'aquest monument                                  |
| Can Rusques                                             | BCIL 2010    | XVI-XIX                            | Santa Maria de Palautordera C. Major, 60                                | 41° 41′ 39″ N, 2° 26′ 36″ E / 41.694208°N,2.443304°E | IPA-41704     | Can Rusques (Santa Maria de Palautordera) · Vegeu més fotos d'aquest monument · Carregueu una nova foto d'aquest monument                                   |
| Habitatge al passeig del Remei, 8                       | BCIL 2010    | Modernisme XX                      | Santa Maria de Palautordera Pg. del Remei, 8                            | 41° 41′ 40″ N, 2° 26′ 34″ E / 41.694526°N,2.442848°E | IPA-41705     | Habitatge al passeig del Remei, 8 (Santa Maria de Palautordera) · Vegeu més fotos d'aquest monument · Carregueu una nova foto d'aquest monument             |
| Finestra de l'habitatge al carrer del Peix, 9           | BCIL 2010    | Gòtic-renaixement XVII             | Santa Maria de Palautordera C. del Peix, 9                              | 41° 41′ 34″ N, 2° 26′ 43″ E / 41.692697°N,2.445173°E | IPA-41706     | Finestra de l'habitatge al carrer del Peix, 9 (Santa Maria de Palautordera) · Vegeu més fotos d'aquest monument · Carregueu una nova foto d'aquest monument |
| Cal Peroler, Cal Sardà                                  | BCIL 2010    | XVII-XVIII                         | Santa Maria de Palautordera Pl. de Santa Maria, 3-4                     | 41° 41′ 32″ N, 2° 26′ 42″ E / 41.692357°N,2.445011°E | IPA-41707     | Cal Peroler (Santa Maria de Palautordera) · Vegeu més fotos d'aquest monument · Carregueu una nova foto d'aquest monument                                   |
| Cal Pou, Cal Pintor                                     | BCIL 2010    | XVII-XVIII                         | Santa Maria de Palautordera Pl. de Santa Maria, 5-6                     | 41° 41′ 32″ N, 2° 26′ 42″ E / 41.692242°N,2.444895°E | IPA-41708     | Cal Pou (Santa Maria de Palautordera) · Vegeu més fotos d'aquest monument · Carregueu una nova foto d'aquest monument                                       |
| Cal Rosset, Cal Pardo                                   | BCIL 2010    | XVII-XVIII                         | Santa Maria de Palautordera Pl. de Santa Maria, 8                       | 41° 41′ 32″ N, 2° 26′ 41″ E / 41.692257°N,2.444807°E | IPA-41709     | Cal Rosset (Santa Maria de Palautordera) · Vegeu més fotos d'aquest monument · Carregueu una nova foto d'aquest monument                                    |
| Casa Pinell, Torronet de Sucre                          | BCIL 2010    | XX                                 | Santa Maria de Palautordera Pl. de Santa Maria, 12                      | 41° 41′ 32″ N, 2° 26′ 40″ E / 41.692356°N,2.444571°E | IPA-41710     | Casa Pinell (Santa Maria de Palautordera) · Vegeu més fotos d'aquest monument · Carregueu una nova foto d'aquest monument                                   |
| Cal Campaner, Cal Rector                                | BCIL 2010    | Medieval                           | Santa Maria de Palautordera C. Nou, 3                                   | 41° 41′ 33″ N, 2° 26′ 43″ E / 41.692464°N,2.445254°E | IPA-41711     | Cal Campaner (Santa Maria de Palautordera) · Vegeu més fotos d'aquest monument · Carregueu una nova foto d'aquest monument                                  |
| Can Joan Moreno, Cal Ninyo                              | BCIL 2010    | XVI-XVII                           | Santa Maria de Palautordera C. Nou, 5                                   | 41° 41′ 33″ N, 2° 26′ 43″ E / 41.692414°N,2.445316°E | IPA-41712     | Can Joan Moreno (Santa Maria de Palautordera) · Vegeu més fotos d'aquest monument · Carregueu una nova foto d'aquest monument                               |
| Can Xarric, o Xerric                                    | BCIL 2010    | XVII                               | Santa Maria de Palautordera C. Nou, 7                                   | 41° 41′ 33″ N, 2° 26′ 43″ E / 41.692416°N,2.445333°E | IPA-41713     | Can Xarric (Santa Maria de Palautordera) · Vegeu més fotos d'aquest monument · Carregueu una nova foto d'aquest monument                                    |
| Can Ramicando                                           | BCIL 2010    | XVII                               | Santa Maria de Palautordera C. Nou, 9                                   | 41° 41′ 32″ N, 2° 26′ 43″ E / 41.692359°N,2.445405°E | IPA-41714     | Can Ramicando (Santa Maria de Palautordera) · Vegeu més fotos d'aquest monument · Carregueu una nova foto d'aquest monument                                 |
| Can Maduixa                                             | BCIL 2010    | XVI-XVII                           | Santa Maria de Palautordera C. Nou, 15                                  | 41° 41′ 32″ N, 2° 26′ 44″ E / 41.692279°N,2.445505°E | IPA-41715     | Can Maduixa (Santa Maria de Palautordera) · Vegeu més fotos d'aquest monument · Carregueu una nova foto d'aquest monument                                   |
| Rectoria                                                | BCIL 2010    | XX                                 | Santa Maria de Palautordera Pl. de Santa Maria, 2                       | 41° 41′ 33″ N, 2° 26′ 41″ E / 41.692454°N,2.444810°E | IPA-41716     | Rectoria (Santa Maria de Palautordera) · Vegeu més fotos d'aquest monument · Carregueu una nova foto d'aquest monument                                      |
| Can Xena                                                | BCIL 2010    | XVIII                              | Santa Maria de Palautordera C. del Peix, 12                             | 41° 41′ 34″ N, 2° 26′ 43″ E / 41.692691°N,2.445295°E | IPA-41720     | Can Xena (Santa Maria de Palautordera) · Vegeu més fotos d'aquest monument · Carregueu una nova foto d'aquest monument                                      |
| Habitatge al carrer del Peix, 16                        | BCIL 2010    | XX                                 | Santa Maria de Palautordera C. del Peix, 16                             | 41° 41′ 34″ N, 2° 26′ 43″ E / 41.692728°N,2.445300°E | IPA-41721     | Habitatge al carrer del Peix, 16 (Santa Maria de Palautordera) · Vegeu més fotos d'aquest monument · Carregueu una nova foto d'aquest monument              |
| Habitatge al carrer de la Creu, 20                      | BCIL 2010    | XIX-XX                             | Santa Maria de Palautordera C. de la Creu, 20                           | 41° 41′ 38″ N, 2° 26′ 47″ E / 41.693767°N,2.446461°E | IPA-41722     | Habitatge al carrer de la Creu, 20 (Santa Maria de Palautordera) · Vegeu més fotos d'aquest monument · Carregueu una nova foto d'aquest monument            |
| Habitatge al carrer de la Creu, 22                      | BCIL 2010    | XIX-XX                             | Santa Maria de Palautordera C. de la Creu, 22                           | 41° 41′ 38″ N, 2° 26′ 47″ E / 41.693807°N,2.446505°E | IPA-41723     | Habitatge al carrer de la Creu, 22 (Santa Maria de Palautordera) · Vegeu més fotos d'aquest monument · Carregueu una nova foto d'aquest monument            |
| Habitatge al carrer de la Creu, 24                      | BCIL 2010    | XIX-XX                             | Santa Maria de Palautordera C. de la Creu, 24                           | 41° 41′ 38″ N, 2° 26′ 48″ E / 41.693835°N,2.446563°E | IPA-41724     | Habitatge al carrer de la Creu, 24 (Santa Maria de Palautordera) · Vegeu més fotos d'aquest monument · Carregueu una nova foto d'aquest monument            |
| Habitatge al carrer de la Creu, 35                      | BCIL 2010    | XIX-XX                             | Santa Maria de Palautordera C. de la Creu, 35                           | 41° 41′ 39″ N, 2° 26′ 48″ E / 41.694063°N,2.446775°E | IPA-41725     | Habitatge al carrer de la Creu, 35 (Santa Maria de Palautordera) · Vegeu més fotos d'aquest monument · Carregueu una nova foto d'aquest monument            |
| Can Salvanyà                                            | BCIL 2010    | XVIII-XX                           | Santa Maria de Palautordera C. de la Creu, 52                           | 41° 41′ 39″ N, 2° 26′ 50″ E / 41.694274°N,2.447260°E | IPA-41726     | Can Salvanyà (Santa Maria de Palautordera) · Vegeu més fotos d'aquest monument · Carregueu una nova foto d'aquest monument                                  |
| Habitatge al passeig del Remei, 40-42                   | BCIL 2010    | Modernisme XX                      | Santa Maria de Palautordera Pg. del Remei, 40-42                        | 41° 41′ 45″ N, 2° 26′ 30″ E / 41.695792°N,2.441799°E | IPA-41727     | Habitatge al passeig del Remei, 40-42 (Santa Maria de Palautordera) · Vegeu més fotos d'aquest monument · Carregueu una nova foto d'aquest monument         |
| Vi·les Natàlia, Eugènia, Núria i Rosita                 | BCIL 2010    | Obra popular XX                    | Santa Maria de Palautordera Pg. de l'Estatut, 36-42                     | 41° 41′ 23″ N, 2° 26′ 37″ E / 41.68965°N,2.44371°E   | IPA-46143     | Carregueu una nova foto d'aquest monument |
| Can Bosc                                                | BCIL 2010    | XVI-XVII                           | Santa Maria de Palautordera C. del Penedès, 6 - Urb. Can Bosc           | 41° 39′ 39″ N, 2° 27′ 05″ E / 41.66076°N,2.45134°E   | IPA-49233     | Carregueu una nova foto d'aquest monument |
| Can Mosterós, Mustarós                                  | BCIL 2010    | XVI-XVII                           | Santa Maria de Palautordera C. Nou - c. Ramón y Cajal                   | 41° 41′ 25″ N, 2° 26′ 53″ E / 41.69039°N,2.44796°E   | IPA-49222     | Carregueu una nova foto d'aquest monument |
| Can Planes                                              | BCIL 2010    | XX                                 | Santa Maria de Palautordera Ctra. Nova de Sant Esteve, 67               | 41° 41′ 53″ N, 2° 26′ 36″ E / 41.69797°N,2.44330°E   | IPA-49223     | Carregueu una nova foto d'aquest monument |
| Can Saleta                                              | BCIL 2010    | XVI                                | Santa Maria de Palautordera C. Mas d'en Sala, 12                        | 41° 41′ 29″ N, 2° 26′ 31″ E / 41.69125°N,2.44200°E   | IPA-49230     | Carregueu una nova foto d'aquest monument |
| Can Mataró, Can Campoy, Can Mundet                      | BCIL 2010    | XIX-XX                             | Santa Maria de Palautordera Pg. Estatut, 3                              | 41° 41′ 28″ N, 2° 26′ 39″ E / 41.69119°N,2.44408°E   | IPA-49235     | Carregueu una nova foto d'aquest monument |
| Can Vila                                                | BCIL 2010    | XIX-XX                             | Santa Maria de Palautordera Pla del Remei                               | 41° 42′ 00″ N, 2° 26′ 07″ E / 41.70005°N,2.43530°E   | IPA-49236     | Carregueu una nova foto d'aquest monument |
| Can Ta                                                  | BCIL 2010    | XVI, XX                            | Santa Maria de Palautordera Pla del Remei                               | 41° 42′ 01″ N, 2° 26′ 06″ E / 41.70035°N,2.43489°E   | IPA-49239     | Can Ta (Santa Maria de Palautordera) · Vegeu més fotos d'aquest monument · Carregueu una nova foto d'aquest monument                                        |
| Mas Montserrat                                          | BCIL 2010    | XX                                 | Santa Maria de Palautordera                                             | 41° 40′ 09″ N, 2° 27′ 05″ E / 41.66903°N,2.45133°E   | IPA-49240     | Carregueu una nova foto d'aquest monument |
| Cal Coix - Cal Quel                                     | BCIL 2010    | XVII, XX                           | Santa Maria de Palautordera Pla de Pinells                              | 41° 41′ 04″ N, 2° 26′ 37″ E / 41.68453°N,2.44373°E   | IPA-49241     | Carregueu una nova foto d'aquest monument |
| Saboneria                                               | BCIL 2010    | Modernisme XVII, XX                | Santa Maria de Palautordera Pla de Pinells                              | 41° 40′ 49″ N, 2° 26′ 55″ E / 41.68033°N,2.44852°E   | IPA-49249     | Carregueu una nova foto d'aquest monument |
| Can Formiga                                             | BCIL 2010    | XVII, XVIII                        | Santa Maria de Palautordera Pla del Temple                              |                                                      | IPA-49252     | Carregueu una nova foto d'aquest monument |
| Can Portell                                             | BCIL 2010    |                                    | Santa Maria de Palautordera Barri de Can Portell                        | 41° 41′ 42″ N, 2° 25′ 58″ E / 41.69496°N,2.43277°E   | IPA-49253     | Can Portell (Santa Maria de Palautordera) · Vegeu més fotos d'aquest monument · Carregueu una nova foto d'aquest monument                                   |
| Cal Porro                                               | BCIL 2010    | XVII, XX                           | Santa Maria de Palautordera                                             | 41° 40′ 54″ N, 2° 27′ 45″ E / 41.68177°N,2.46248°E   | IPA-49254     | Cal Porro (Santa Maria de Palautordera) · Vegeu més fotos d'aquest monument · Carregueu una nova foto d'aquest monument                                     |
| Palaus Vell                                             | BCIL 2010    | XII, XX                            | Santa Maria de Palautordera A prop de la urbanització Can Bosc          | 41° 39′ 57″ N, 2° 27′ 41″ E / 41.66577°N,2.46128°E   | IPA-49255     | Carregueu una nova foto d'aquest monument |
| Can Roure                                               | BCIL 2010    | XVI, XIX                           | Santa Maria de Palautordera A prop de la zona industrial Can Balmes     | 41° 41′ 53″ N, 2° 27′ 00″ E / 41.69810°N,2.45002°E   | IPA-49256     | Carregueu una nova foto d'aquest monument |
| Can Martí del Bosc                                      | BCIL 2010    | XIV                                | Santa Maria de Palautordera Camí a Mosqueroles, darrera Cal Balmes      | 41° 42′ 07″ N, 2° 27′ 05″ E / 41.70207°N,2.45145°E   | IPA-49257     | Carregueu una nova foto d'aquest monument |
| Can Flamella, Flameia                                   | BCIL 2010    | XVI                                | Santa Maria de Palautordera Zona de Can Balmes                          | 41° 41′ 54″ N, 2° 26′ 58″ E / 41.69829°N,2.44935°E   | IPA-49258     | Carregueu una nova foto d'aquest monument |
| Can Tresserres                                          | BCIL 2010    |                                    | Santa Maria de Palautordera Pla del Temple                              | 41° 40′ 49″ N, 2° 28′ 45″ E / 41.68030°N,2.47925°E   | IPA-49269     | Can Tresserres (Santa Maria de Palautordera) · Vegeu més fotos d'aquest monument · Carregueu una nova foto d'aquest monument                                |